# Johann Georg Wunderlich
Johann Georg Wunderlich (* 2. Februar (?) 1755 in Bayreuth; † 1819 in Paris) war ein deutscher Flötist, Hochschullehrer und Komponist.
Wunderlich wurde zunächst von seinem Vater, Oboist in der Kapelle des Markgrafen von Ansbach, unterrichtet. 21-jährig nahm er in Paris Flötenunterricht bei Félix Rault. 1778 bis 1783 war Wunderlich Mitglied des Orchesters der Concerts spirituels, ab 1781 zudem zunächst zweiter, dann erster Flötist an der Pariser Oper (bis 1813). Außerdem lehrte er am 1795 gegründeten Conservatoire de Paris und hatte dort 1803 bis 1816 die alleinige Professur für Flöte inne. Zu seinen zahlreichen Schülern zählten Jean-Louis Tulou, Benoit Tranquille Berbiguier und Joseph Guillou.
1804 veröffentlichte Wunderlich auf Basis von Vorarbeiten seines verstorbenen Kollegen Antoine Hugot das Lehrwerk Méthode de Flûte du Conservatoire par M.M. Hugot et Wunderlich / Membres du Conservatoire. Darüber hinaus komponierte er Kammermusik für Flöte in verschiedenen Besetzungen.